# アントンシク
アントンシク（AHNDONGSHIK、4月2日 - ）は、日本の漫画家。愛知県名古屋市出身。名古屋市在住。血液型はO型。別ペンネームにトウイ。

## 略歴
2004年から『GIGA69』（幻冬舎）等に成人向け漫画を発表していた。2006年、『WebコミックGENZO』より『ガゴゼ』で連載デビュー。
2009年、小学館の漫画雑誌『ゲッサン』創刊号で2作目となる『リンドバーグ』の連載を開始。2013年に完結した。2015年から2018年まで『ゲッサン』にて『恋情デスペラード』を連載。
2019年、アニメ『天晴爛漫！』のキャラクター原案を務める。また2020年には同作のコミカライズ版を『ヤングエース』にて連載開始。2022年に完結した。同年、『ヤンジャン!』にて『境界のエンドフィール』を連載開始。

## 作品リスト

### 漫画作品

#### 連載
- ガゴゼ（『WebコミックGENZO』2006年1月号 - 2008年11月号）
- リンドバーグ（『ゲッサン』2009年6月号 - 2013年5月号）
- 恋情デスペラード（『ゲッサン』2015年6月号 - 2018年5月号）
- 天晴爛漫!（原作：APPERRACING、『ヤングエース』2020年5月号 - 2022年2月号）
- 境界のエンドフィール（原作：近藤たかし、『ヤンジャン!』[7]2022年3月15日[8] - ）

#### 読み切り
- GUNDAM TrueOdyssey 〜失われしGの伝説〜（『ガンダムエース』2005年8月号・9月号） - 12ページ・18ページ、町田トンシク名義。
- リチュアル（『月刊COMICリュウ』2007年12月号） - 32ページ。
- ブロードウェイ FROM DUSK TILL DAWN（原作：猪原賽、『コミックフラッパー』2008年5月号） - 30ページ。
- 王冠とビキニ（『Swimsuits Fellows! 2009』） - 8ページ。
- え・び・す・こ（『ゲッサン』2014年2月号）[9]
- 南方熊楠 奇妙な天才科学者（原作：藤本啓、『週刊新マンガ日本史』47号）

### 書籍
- 『ガゴゼ』、幻冬舎〈バーズコミックス〉2006年 - 2008年、全5巻
- 『リンドバーグ』、小学館〈ゲッサン少年サンデーコミックス〉2009年 - 2013年、全8巻
- 『恋情デスペラード』、小学館〈ゲッサン少年サンデーコミックススペシャル〉2015年 - 2018年、全6巻
- 『天晴爛漫!』、原作：APPERRACING、KADOKAWA〈角川コミックス・エース〉2020年 - 2021年、全3巻
- 『境界のエンドフィール』、原作：近藤たかし、集英社〈ヤングジャンプ コミックス〉2022年 - 、既刊6巻（2025年4月17日現在）

### その他
- 荒川アンダー ザ ブリッジ（テレビアニメ、2010年）第11回エンドカード
- 天晴爛漫!（テレビアニメ、2020年）キャラクター原案

## 関連人物
中村嘉宏
アシスタント先。